# أليخاندرو أوتيرو
أليخاندرو أوتيرو (بالإسبانية: Alejandro Otero) هو رسام فنزويلي، ولد في 7 مارس 1921 في El Manteco ‏، وتوفي في 13 أغسطس 1990 في كاراكاس في فنزويلا.

## معرض صور

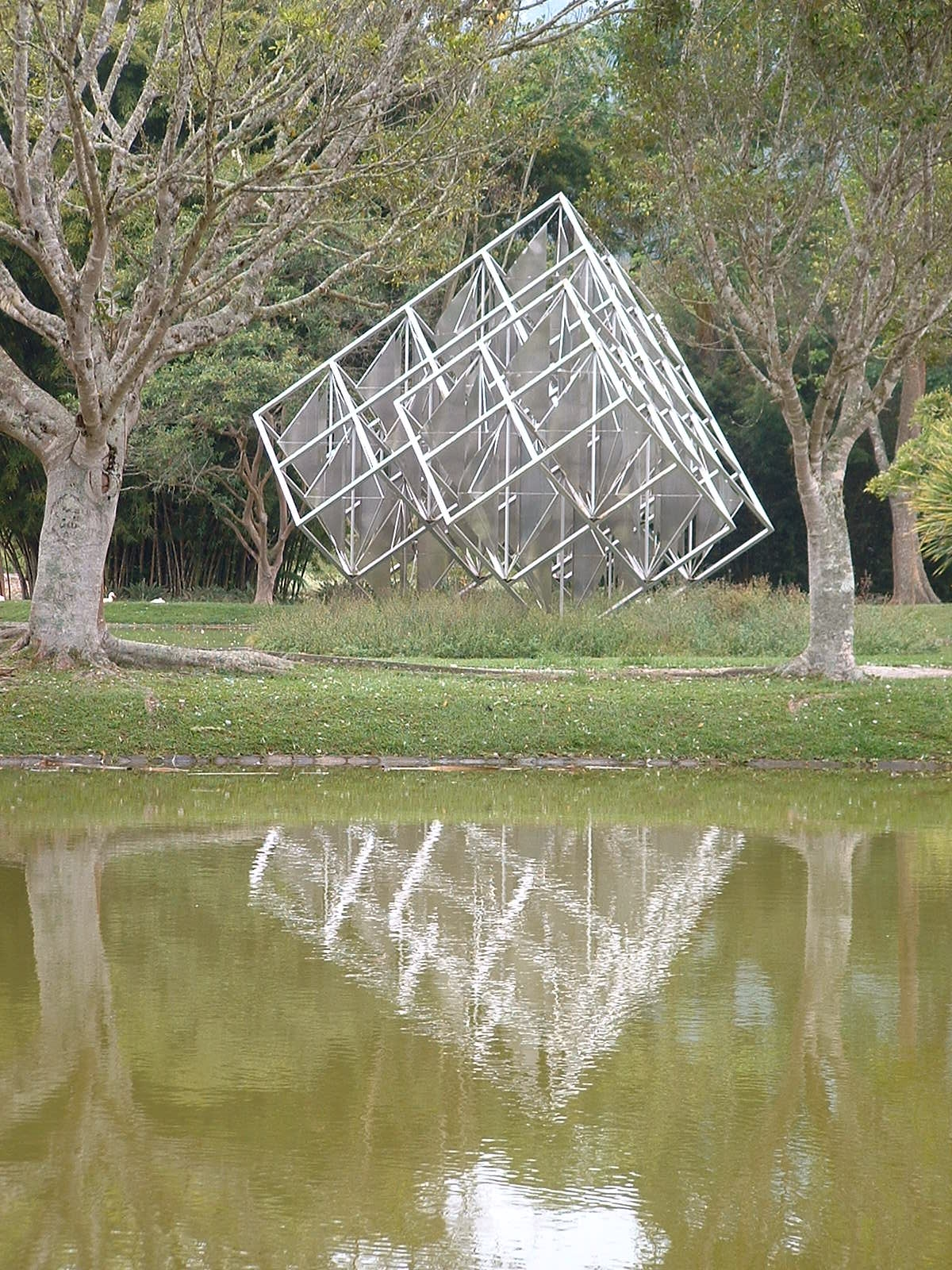
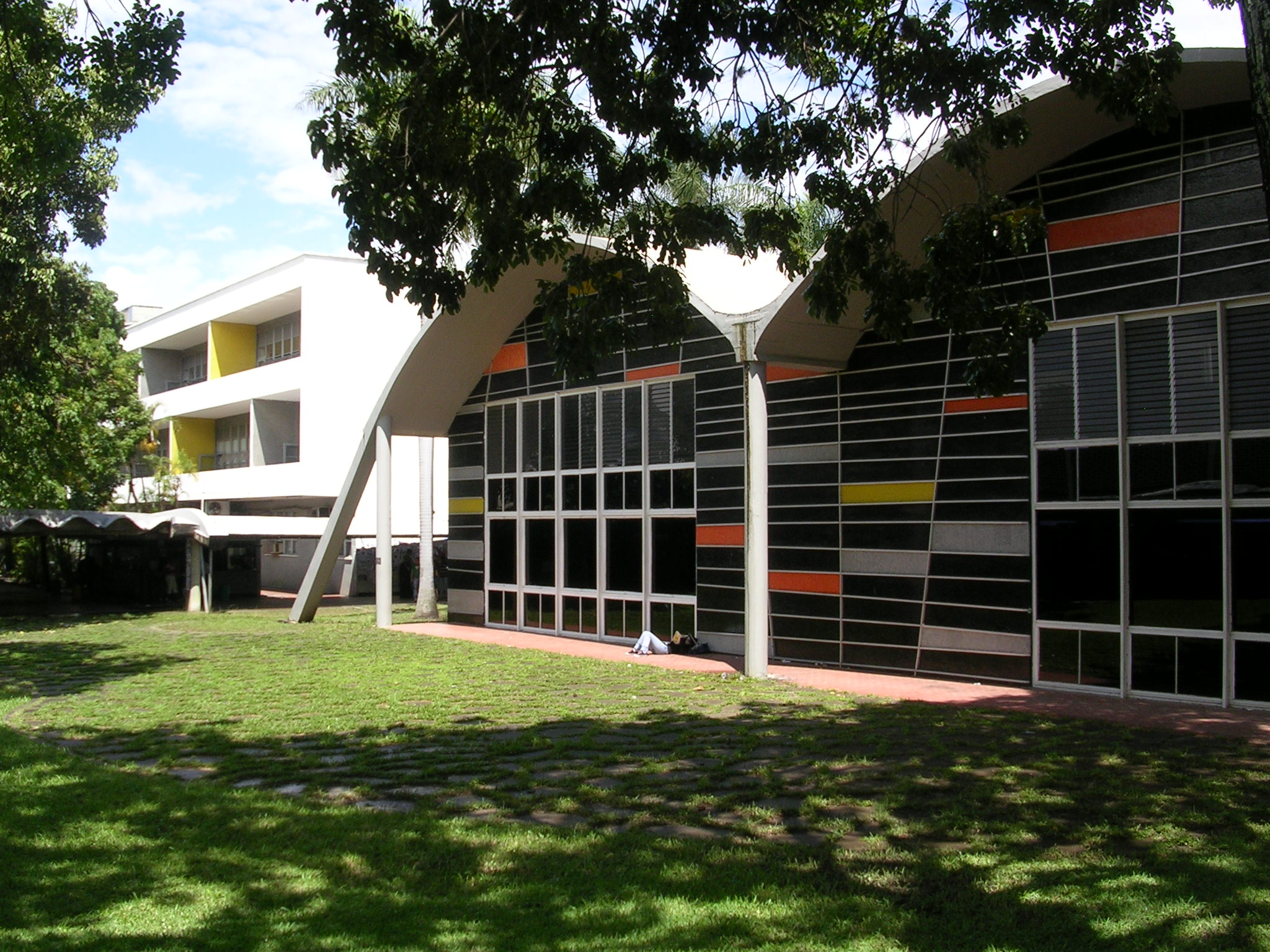
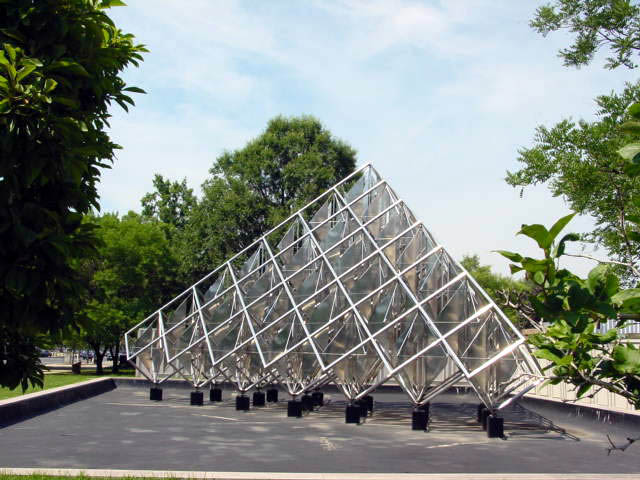
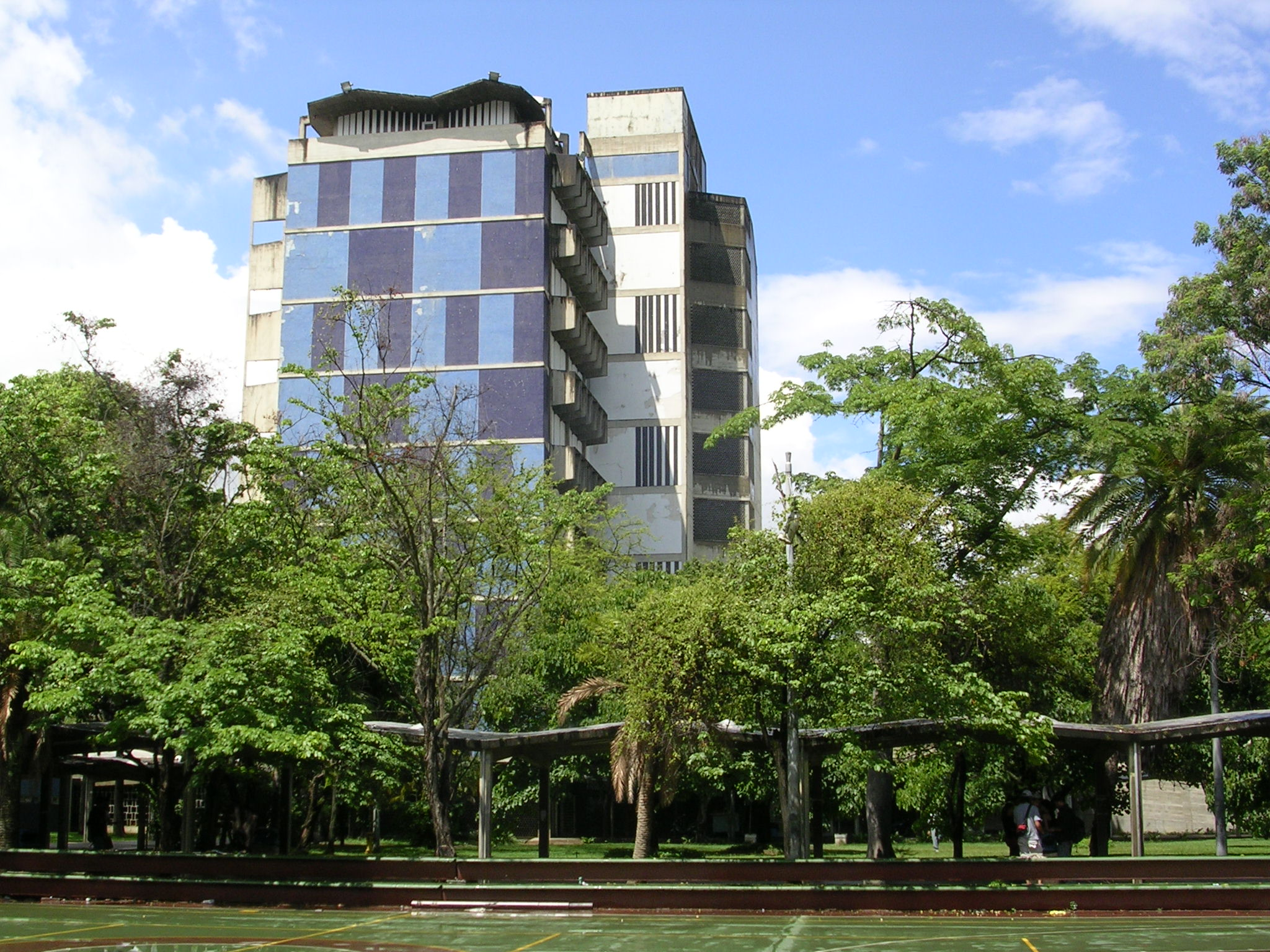

## وصلات خارجية
- أليخاندرو أوتيرو على موقع الموسوعة البريطانية (الإنجليزية)